# Корчагина, Зинаида Алексеевна
Зинаида Алексеевна Корчагина (1913—1989) — советский учёный-почвовед, лауреат премии имени В. В. Докучаева.

## Биография
Окончила Московский государственный университет по специальности физика почв, кафедра почвоведения. Работала там же под руководством Н. А. Качинского: ассистент, старший преподаватель (с декабря 1943 года на кафедре физики почв, в 1948—1950 годах на кафедре почвоведения, с 1950 года на кафедре физики и мелиорации почв). Вела практические занятия, лабораторный практикум и полевую практику по физике почв.
После начала Великой Отечественной войны участвовала в строительстве оборонительных сооружений под Москвой, работала на станкоинструментальном заводе, участвовала в заготовках дров. С 1942 года по декабрь 1943 года в эвакуации на Урале (вместе с кафедрой).
До 1950-х годов участвовала во всех экспедициях кафедры. Вела многолетние наблюдения за динамикой воды и содержанием в ней веществ на лизиметрах Почвенного стационара.
Автор (совместно с А. Ф. Вадюниной) практикума по определению физических свойств почв, выдержавшего несколько изданий.
Лауреат премии им. В. В. Докучаева за книгу «Агрофизическая характеристика почв Урала» (совместно с Н. А. Качинским и А. Ф. Вадюниной).
Соавтор учебных пособий:
- Методы исследования физических свойств почв [Текст]: [учебное пособие по специальности «Агрохимия и почвоведение»] / А. Ф. Вадюнина, З. А. Корчагина. — 3-е изд., перераб. и доп. — Москва: Агропромиздат, 1986. — 415, [1] с.: ил.; 22 см. — (Учеб. и учеб. пособия для вузов).
- Методы определения физических свойств почв и грунтов [Текст]: (В поле и лаборатории): [Учеб. пособие для гос. ун-тов СССР] / А. Ф. Вадюнина, З. А. Корчагина. — Москва: Высш. школа, 1961. — 345 с.: ил.; 22 см.